# Lan (breton)
Lan, Lann ou Lam est un mot breton signifiant « lieu consacré », d'où le sens d'établissement de la classe sacerdotale (« ermitage », « monastère » voire « église »), mais parfois seulement « lieu quelconque ». Il peut aussi avoir le sens originel de « lande, endroit plan » qui est celui du proto-celtique *landā qui a également donné, entre autres, le gaulois landa (> lande), le vieux cornique lanherch « bois », le vieil irlandais land « terrain , enclos, lieu plan, espace libre » et le gallois moderne llan « village, paroisse ».

## Exemples
De nombreux toponymes bretons ont comme préfixe 'Lan, Lann ou Lam, par exemple :
- Landévennec ("l'ermitage de saint Guénolé")
- Landeda
- Langouët
- Langan
- Lanildut ("l'ermitage de saint Ildut")
- Landrévarzec ("l'ermitage de saint Évarzec")
- Lanvéoc ("l'ermitage de saint Maeoc")
- Lanvézéac ("l'ermitage du grand Seoc")
- Lann-Bihoué
- Lanhouarneau ("le monastère de saint Houarneau, plus connu sous le nom de saint Hervé")
- Lanloup ("l'ermitage de saint Loup")
- Lanleff
- Lanvollon
- Lanvern
- Landerneau ("l'ermitage de saint Ternoc")
- Landivisiau ("l'ermitage de saint Thivisiau")
- Landudal
- Lanmeur
- Lannilis ("l'ermitage de l'église, en breton Iliz")
- Lannion ("l'ermitage de Yuzon")
- Lamballe ("l'ermitage de Paul")
- Lanmodez ("l'ermitage de saint Maudez")
- Lampaul-Plouarzel ("l'ermitage de saint Pol")
- Lampaul-Ploudalmézeau
- Lanrigan
- La Méaugon (francisation du mot breton lann qui signifie "ermitage" et de saint Maugan, plus connu en Bretagne occidentale sous le nom de saint Maeoc[3]
- Plélan-le-Grand et Plélan-le-Petit proviennent des mots bretons plou ("paroisse") et lan, signifiant donc "paroisse du monastère"
- etc.